# Зіньковський Антон Олексійович
Антон Олексійович Зіньковський (рос. Анто́н Алексе́евич Зинько́вский, нар. 14 квітня 1996, Новоросійськ, Росія) — російський футболіст, вінгер московського «Спартака» та національної збірної Росії.

## Ігрова кар'єра

### Клубна
Антон Зіньковський народився у місті Новоросійськ і там же почав займатися футболом у місцевій футбольній школі. Пізніше він пройшов через центр підготовки у Чертаново і ще один рік займався в академії краснодарської «Кубані».
Та на професійному рівні футболіст дебютував у вересні 2014 року саме у складі клубу «Чертаново». Влітку 2016 року Зіньковський відбув в оренду до пітерського «Зеніта». Але потрапити до основи вінгер не зумів і провів лише вісім матчів у складі «Зеніт-2», після чого повернувся до «Чертаново». З яким у сезоні 2017/18 виборов право на підвищення і новий сезон провів вже у турнірі ФНЛ.
У січні 2019 року Зіньковський перейшов до самарських «Крил Рад». І першу гру на вищому рівні футболіст провів 2 березня 2019 року. За три роки у складі самарського клубу Зіньковський пограв у Прем'єр-лізі та виграв Першу лігу у сезоні 2020/21. Тоді ж разом з коандою футболіст грав у фіналі Кубка Росії.
Вілтку 2022 року Зіньковський перейшов до московського «Спартака», з яким підписав контракт до 2027 року. Його дебют у складі «Спартака» припав на матч Суперкубка Росії проти пітерського «Зеніта».

### Збірна
У 2016 році Антон Зіньковський провів три матчі у складі молодіжної збірної Росії.
23 березня 2023 року у товариському матчі проти команди Ірану Зіньковський дебютував у складі національної збірної Росії.

## Титули та досягнення
Крила Рад
- Переможець ФНЛ: 2020/21
- Фіналіст Кубка Росії: 2020/21

Спартак (М)
 Бронзовий призер Чемпіонату Росії: 2022/23